# Лахемаа
Ла́хемааский национа́льный парк (Ла́хемаа; эст. Lahemaa — земля залива) — национальный парк в Эстонии на побережье Финского залива в подзоне южной тайги.

## Общие данные
Лахемаа был основан 1 июня 1971 года (это первый национальный парк в СССР) для охраны уникальных ландшафтов побережья и развития рекреации. Удалён от Таллина примерно на 50 км. Инфоцентр находится в Вийтна, который расположен в 75 км к востоку от Таллина (шоссе Таллин-Нарва).
Площадь парка составляет 72,5 тыс. га (47,4 тыс. га суши и 25,1 тыс. га моря). Множество живописных бухт, карстовые ландшафты, участки старого сельскохозяйственного освоения. Здесь находится водопад Ныммевеске, болото Виру, а также другие интересные объекты. Лахемаа — центр массового туризма и отдыха, для этих целей располагает соответствующими службами и оборудован для посещения.
На территории парка расположена бывшая мыза (имение) Саггад (Сагади).

## Галерея

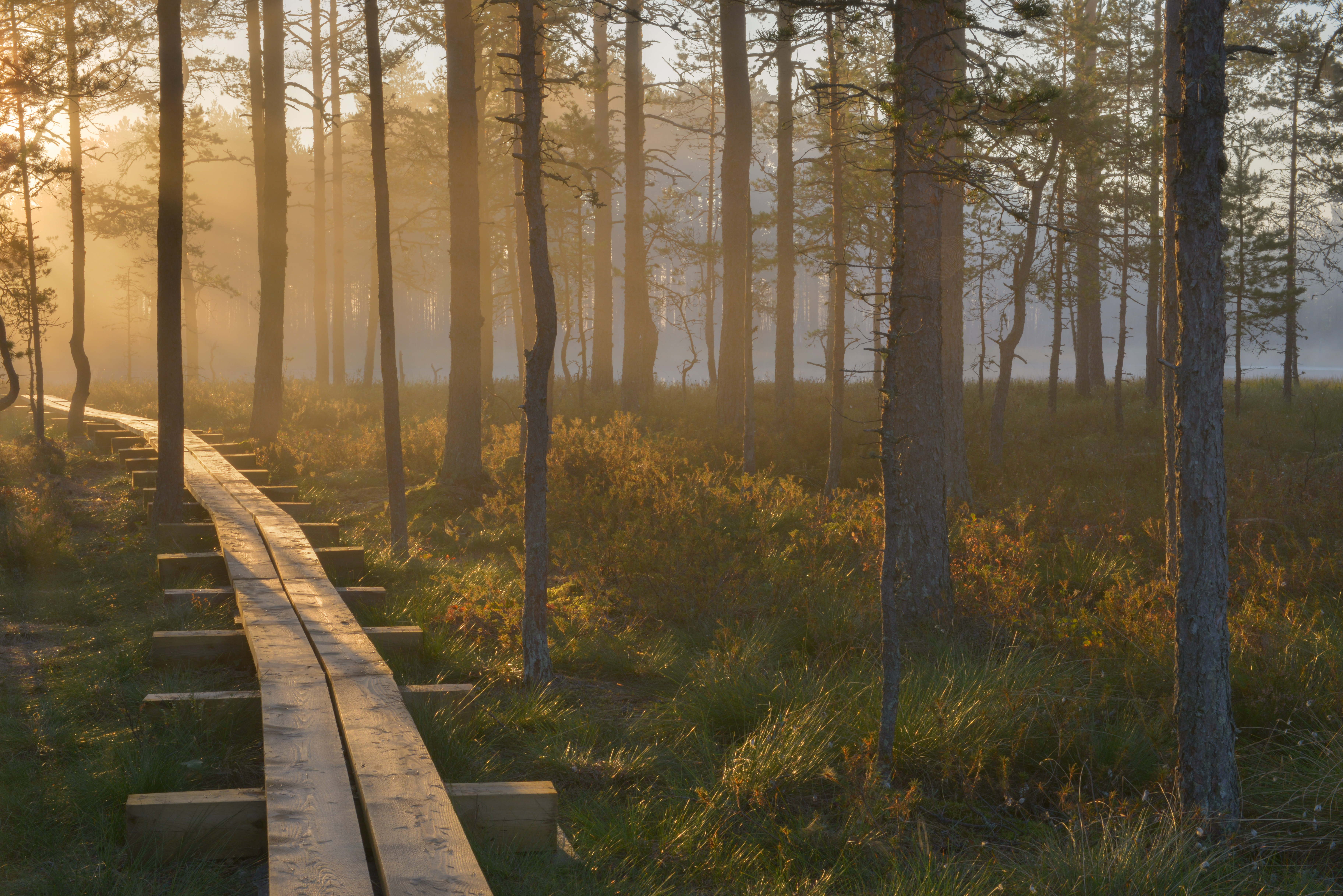
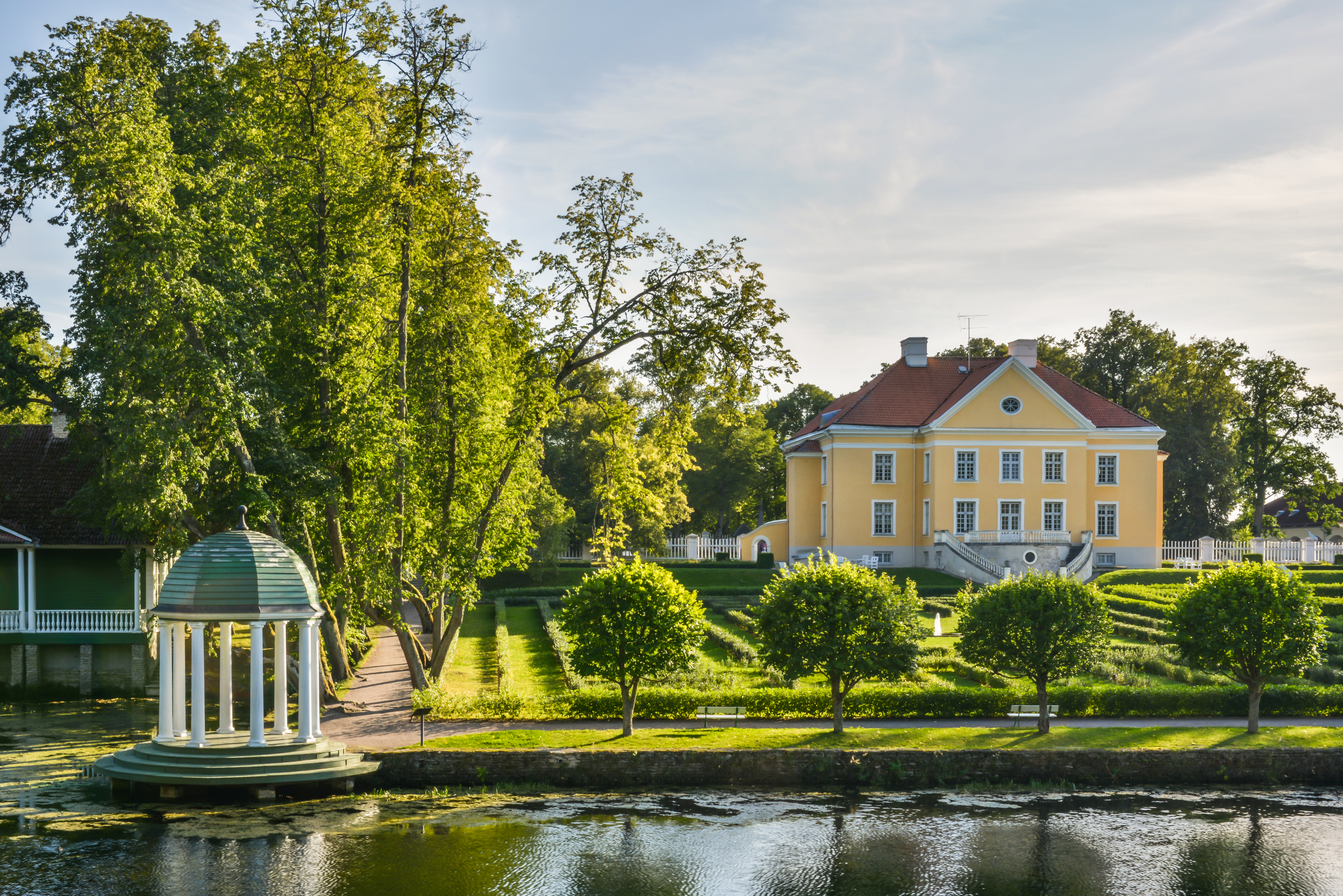
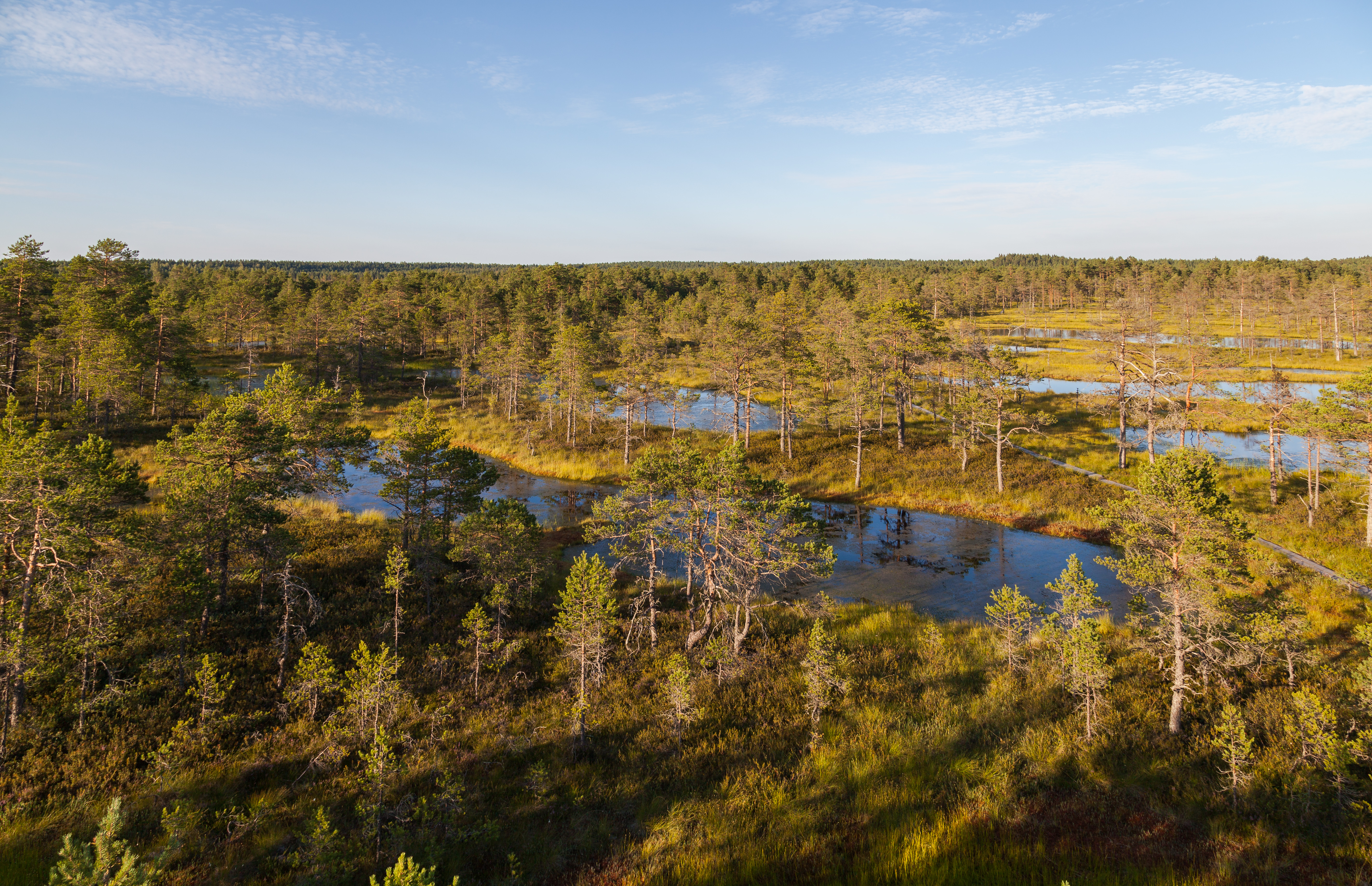
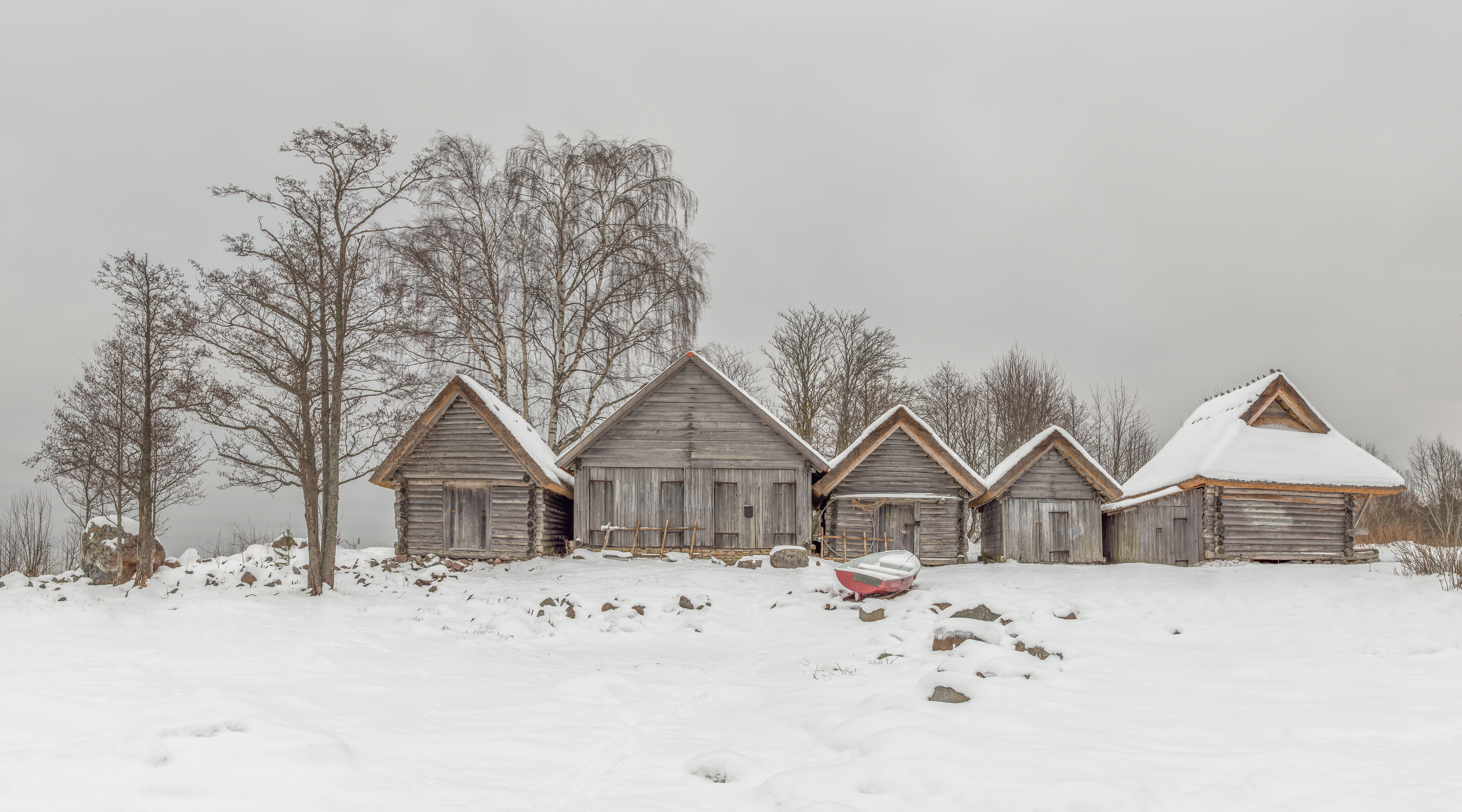